# Povijest Saborskog
Saborsko se prvi put, u sačuvanom pisanom vrelu, spominje pod imenom Zaborsko u Modruškom urbaru (lat. urbarium, urob ili urbar), iz 1486. godine, kao jedno od mjesta koje je 1449. godine u posjed dobio hrvatski ban Stjepan Frankopan II. Ozaljski. Mjesto je postojalo i prije, ali velika je vjerojatnost da ga je namjerno naseljavao Frankopan, nakon što je koncem XII. stoljeća dobio u posjed Modrušku županiju.
Modruški urbar svjedoči da je u Zaborskom godine 1486. postojalo 12 naseljenih i 6 i pol opustjelih kmetovskih imanja, frankopanski dvorac, feudalčeva domena i katolička crkva, te da su kmetovi osim vlastelinske morali obrađivati i crkvenu zemlju. Broj opustjelih imanja govori nam da je već tada u tijeku bio proces iseljavanja zbog osmanskih provala. Ipak je sve uskoro, pred turskim naletima u Kraljevinu Hrvatsku opustjelo, premda neki drže da Saborsko nikada nije posve bilo raseljeno. Od pojedinih iseljenika iz Zaborskog nastala su prezimena Zaborski i Zaborac, a po njima je ime dobilo Zaborsko Selo u današnjoj općini Netretić kraj Karlovca, gdje je, prema popisu stanovništva iz 1948. godine, živjelo 16 pojedinaca s prezimenom Zaborski. Pod neposrednu kontrolu Osmanlija, Saborsko je došlo nakon njihovog osvajanja Like 1528. godine. Žitelji su se sa svojim blagom pred Turcima skrivali u dubokim šumama. Kada je Plaščanska dolina naseljavana vlaško-pravoslavnim življenjem, Saborsko su ponovno naselili, ili, bolje rečeno, u nj se vratili raseljeni Hrvati katolici iz Kranjske. Zato je ono do danas ostalo mjesto naseljeno isključivo Hrvatima.
Oslobođenjem Like i pomicanjem osmanske granice ka Drežniku, Izačiću i Cazinu, nastala su povoljnija vremena za ponovno naseljavanje stanovništva krajem 17. i početkom 18. stoljeća. Veće naseljavanje stanovništva u Saborsko i okolicu izvršili su vlasti Vojne krajine [nedostaje izvor] za vrijeme Velikog bečkog rata (1683. – 1699.), kada je raspoređena jedna veća skupina Hrvata i pravoslavnih Vlaha od oko 200 kuća i naseljena u Rakovičkom polju, Močilima i Saborskom. Četiri najveće skupine doseljenika u Saborsko činili su Hrvati iz brinjskog kraja (Vukovići, Sertići, Bićanići, Dumenčići), Hrvati iz ogulinskog kraja (Vukovići, Špehari, Grdići, Štefanci, Tomšići, Krizmanići), Hrvati iz Gorskog kotara (Kovačići, Galovići, Štrci, Conjari), te Hrvati iz ličke skupine Bunjevaca (Matovine, Hodaci, Čorci). Još uvijek sačuvana lokalna tradicija govori da su prilikom ponovnog naseljavanja Saborskog, doseljenici naišli na ruševine crkve te na ostatke ukopanih zidova podruma. Unutar ostataka zidova srednjovjekovne crkve, doseljenici su svoju katoličku župnu crkvu podigli 1726. godine. Godine 1864. sagrađena je veća župna crkva posvećena sv. Ivanu Nepomuku, a stara župna crkva danas je spomenik kulture nulte kategorije.
U Drugom svjetskom ratu četnici su ubili 48 saborčanskih civila, među kojima i sedmero djevojčica i dječaka u dobi od 6 do 14 godina.
Župa Saborsko je također posebna. To je povratnička župa. U Domovinskom ratu branitelji Saborskoga morali su se povući, nakon višemjesečne hrabre obrane svojih domova. JNA i četnici (gotovo 1000 pripadnika paravojnih formacija) su u svom divljačkom napadu s devet vojnih zrakoplova, 43 tenka, desetak haubica i VBR-ova srušili selo, a sve kuće uništili, zajedno sa župnom crkvom.

## Pokolj u Saborskom
Još je grozomorniji bio pokolj starih i nemoćnih, koji nisu uspjeli otići s braniteljima. Stari i nemoćni ubijani su na kućnim pragovima, a potom su bačeni u zajedničku grobnicu blizu župne kuće. Nadbiskup je riječko-senjski Anton Tamarut 4 godine nakon toga pokolja (koji se zbio 12. studenog 1991.) predvodio sprovode u Saborskom za 24 ubijene osobe. To je obavljeno 15. studenog 1995., a zemni ostaci pobijenih Saborčana smješteni su u mjesno groblje.

## Žrtve Domovinskog rata u Saborskom (poginuli i ubijeni):
1.Ivica Matovina, rođ. 20.02.1969. poginuo, 06.09.1991.
2.Stipe Matovina, rođ. 21.09.1968. poginuo, 06.09.1991.
3.Marko Krizmanić, rođ. 06.08.1959. poginuo, 02.11.1991.
4.Milan Čorak, rođ. 03.04.1961. poginuo, 02.11.1991.
5.Joso Matovina, rođ. 01.01.1963. poginuo, 02.11.1991.
6.Petar Matovina, rođ. 25.06.1968. poginuo, 02.11.1991.
7.Ante Kovačić, rođ. 15.12,1960. poginuo, 02.11.1991.
8.Ante Dumenčić, rođ. 13.10.1962. poginuo, 12.11.1991.
9.Darko Dumenčić, rođ. 09.03.1970. poginuo, 12.11.1991.
10.Ivica Dumenčić, rođ. 13.08.1972. poginuo, 12.11.1991.
11.Mate Špehar, rođ. 29.05.1960. poginuo, 12.11.1991.
12.Slavko Sertić, rođ. 15.02.1942. poginuo, 12.11.1991.
13.Nikola Sertić, rođ. 10.10.1940. poginuo, 9.10.1991.
14.Petar Bićanić, rođ. 13.10.1935. ubijen, 12.11.1991.
15.Milan Bićanić, rođ. 03.07.1927. ubijen, 12.11.1991.
16.Nikola Bićanić, rođ. 17.02.1928. ubijen, 12.11.1991.
17.Ana Bićanić, rođ. 06.05.1924. ubijena, 12.11.1991.
18.Marko Grdić, rođ. 10.12.1906. ubijen, 12.11.1991.
19.Mande Kovačić, rođ. 13.05.1911. ubijena, 12.11.1991.
20.Marija Krizmanić, rođ. 20.07.1921. ubijena, 12.11.1991.
21.Ivan Luketić, rođ. 16.06.1950. ubijen, 12.11.1991.
22.Milan Matovina, rođ.11.08.1940. ubijen, 12.11.1991.
23.Slavica Matovina, rođ. 09.04.1950. ubijena, 12.11.1991.
24.Marija Matovina, rođ. 11.09.1909. ubijena, 12.11.1991.
25.Lucija Matovina, rođ. 11.05. 1906. ubijena, 12.11.1991.
26.Mate Matovina, rođ. 15.04.1895. ubijen, 12.11.1991.
27.Marta Matovina, rođ. 26.09.1918. ubijena, 12.11.1991.
28.Ivka Sertić, rođ. 21.12.1912. ubijena, 12.11.1991.
29.Luka Sertić, rođ. 23.08.1919. ubijen, 12.11.1991.
30. Kata Sertić, rođ. 07.10.1910. ubijena, 12.11.1991.
31.Jure Štrk, rođ. 03.02.1932. ubijen, 12.11.1991.
32.Petar Vuković, rođ. 11.07.1932. ubijen, 12.11.1991.
33.Jelena Vuković, rođ. 14.08.1930. ubijena, 12.11.1991.
34.Jure Vuković, rođ. 17.12.1929. ubijen, 12.11.1991.
35.Marija Vuković, rođ. 19.08.1930. ubijena, 12.11.1991.
36.Jure Vuković, rođ. 30.06.1930. ubijen, 12.11.1991.
37.Ivan Vuković, rođ. 01.09.1931. ubijen, 12.11.1991,
38.Jelena Vuković, rođ. 24.10.1921. ubijena, 12.11.1991.
39.Kate Matovina, rođ. 05.03.1920. ubijena, 12.11.1991.
40.Kata Matovina, rođ. 04.11.1922. ubijena, 12.11.1991.
41.Joso Štrk, rođ. 19.01.1934. poginuo, 12.11.1991.
42.Ivan Matovina, rođ. 28.08.1930. ubijen, 12.11.1991.
43.Marija Krizmanić, rođ. 29.06.1902. ubijena, 12.11.1991.
44.Kate Grdić, rođ. 20.07.1930. ubijena, 12.11.1991.
45.Polde Conjar, rođ. 05.01.1895. ubijen, 12.11.1991.
46.Kate Dumenčić, rođ. 02.08.1930. ubijena, 12.11.1991.
47.Nikola Dumenčić, rođ. 24.04.1930. ubijen, 12.11.1991.
48.Josip Kovačić, rođ. 05.06.1913. ubijen, 12.11.1991.
49.Joso Matovina, rođ. 21.05.1968. poginuo, 05.09.1995.
50.Mate Galović, rođ. 29.07.1963. poginuo, 13.09.1993.

Povratak u župu Saborsko bio je spor. Sve su kuće porušene, nema zaposlenja, a opasnost od mina vreba. U početku vratili su se samo starci i starice. Vlada Republike Hrvatske preuzela je na se obavezu izgraditi obiteljske kuće i zajedničke građevine, a među njima i župnu crkvu. Tako se stvaraju uvjeti za povratak. Ipak mladih je obitelji malo, a djece još manje.